# Tramlijn L (NMVB Zuid)/Brabant
Tramlijn L verbond voor de sluiting in 1972 het Rouppeplein in Brussel met de stelplaats van Leerbeek in het Pajottenland. Ze was onderdeel van het tramnet van de buurtspoorwegen in de provincie Brabant.

## Geschiedenis
In 1884 werd een vergunning verleend voor een tramlijn van Brussel naar Edingen via Anderlecht, Vlezenbeek, Lennik, Leerbeek, Kester en Herfelingen. Het jaar erop volgde de concessie-aanvraag, maar pas in 1887 werd deze concessie verleend. In 1888 is de lijn in twee etappes geopend: op 1 februari het gedeelte tussen Brussel (Grondwetplein/Zuidstation) en Sint-Kwintens-Lennik, op 11 september het tweede deel tussen Sint-Kwintens-Lennik en Edingen. De uitbating van deze lijn gebeurde met stoomtrams door de "S.A. pour l'Exploitation des Voies Ferrées en Belgique". Op 26 juni 1891 werd de noordelijke terminus van de lijn verlegd van het Grondwetplein naar het Rouppeplein, een verlenging van bijna een kilometer. In 1909 werd het spoorgedeelte tussen het Rouppeplein en de wijk Het Rad (Anderlecht) geëlektrificeerd. Na de Eerste Wereldoorlog, in 1920, nam de NMVB de exploitatie van de lijn over van de S.A. pour l'Exploitation des Voies Ferrées en Belgique. In 1931 en 1932 werd ook de rest van de lijn geëlektrificeerd, het eerst tussen Het Rad en Sint-Kwintens-Lennik, daarna ook het spoorgedeelte tot Leerbeek. In 1936 werd het stationnetje van Sint-Martens-Lennik uitgebouwd met een uitwijkspoor en werd het sporencomplex van de stelplaats van Leerbeek vernieuwd.

### Sluiting
Op 1 juni 1960 werd het goederenvervoer afgeschaft tussen Brussel en Leerbeek. Op 1 september 1972 werd ook het reizigersverkeer afgeschaft. Daarmee verdwenen de laatste buurtspoorwegtrams in het Pajottenland. In Brabant bleven enkel de lijnen tussen Brussel, Wemmel, Grimbergen en Het Voor (Vilvoorde) over.
De opbraak van de sporen gebeurde in meerdere fases: in 1973 en 1974 in Anderlecht tussen de E. Vanderveldesquare en het Kerkhof van Anderlecht, in 1977 tussen Leerbeek en Gooik, in 1979 tussen Anderlecht IJzeren Kruis en Sint-Martens-Lennik en tot slot in 1980 tussen Sint-Kwintens-Lennik en Sint-Martens-Lennik.

## Stelplaatsen
Langsheen het tracé van lijn L lagen achtereenvolgens (vanuit Brussel) de werkhuizen van de NMVB in de Eloystraat in Kuregem (Anderlecht) en de stelplaatsen Het Rad (Anderlecht), Sint-Kwintens-Lennik en Leerbeek.

## Aansluitingen
Op het Rouppeplein deelde lijn L haar terminus met de tramlijnen naar onder meer Halle, Sint-Genesius-Rode, Waterloo en Eigenbrakel. Tussen het Rouppeplein en stelplaats Het Rad deelden de lijnen naar Leerbeek en Halle dezelfde sporen. De lijn naar Halle volgde vanaf Het Rad de Bergensesteenweg, terwijl lijn L de stelplaats overstak naar de Lenniksebaan. Een variante van lijn L gebruikte tot 1966 de tramlijn tussen Halle en Leerbeek via Pepingen. In Leerbeek waren er ook aansluitingen op de lijn naar Edingen via Kester (tot 1958) en de lijn naar Ninove via Oetingen (tot 1959).

## Overblijfselen en monumenten
Er zijn nog enkele restanten van tramlijn L te vinden in Brussel en het Pajottenland. Het busstation van De Lijn op de Paul-Henri Spaaklaan in Anderlecht ligt op de locatie van het oude tramstation. De stelplaats Het Rad is nog steeds in gebruik als busstelplaats, nauwelijks gewijzigd sinds de jaren 1970. Tussen Sint-Martens-Lennik (Processiestraat) en het centrum van Sint-Kwintens-Lennik is de voormalige eigen trambedding omgevormd tot fiets- en wandelpad. De voormalige stelplaats van Sint-Kwintens-Lennik is in gebruik door de gemeente Lennik. Op het Andreas Masiusplein, ook in Sint-Kwintens-Lennik, herinnert een tramspoor in het asfalt aan de aanwezigheid van tramlijn L. Tot slot is er nog de stelplaats van Leerbeek. Die is midden jaren 1990 gerenoveerd door De Lijn. Het stationsgebouw en de loods uit de tijd van de Buurtspoorwegen zijn bewaard en nog steeds in gebruik voor de exploitatie van het busnet in het Pajottenland.